# Горшков Георгій Георгійович
Гео́ргій Гео́ргійович Горшко́в (11 серпня 1881 — 23 серпня 1919, Москва) — український та російський військовий діяч. Командувач військової авіації УНР та УД.

## Життєпис
Народився 11 серпня 1881 року. У 1901 році закінчив Оренбурзький Неплюєвський кадетський корпус. У 1904 році Миколаївське інженерне училище. Згодом Офіцерський клас Навчального Повітроплавного парку (1907) та пройшов курс навчання на літальних апаратах «Блєріо» у Франції (1911).
З 21.05.1904 — підпоручик в 8-му саперному батальйоні.
З 20.06.1904 — переведений в 21-й саперний батальйон, офіцер 2-ї роти.
З 06.10.1906 — поручик.
З 29.09.1908 — переведений в Брест-Литовське фортечне повітроплавальне відділення.
З 04.1910 — завідувач Гатчинського аеродрому.
З 02.09.1910 — у постійному складі Офіцерської повітроплавальної школи.
З 01.10.1910 — штабс-капітан.
З 25.10.1910 — льотчик-інструктор аеродрому.
З 30.06.1911 — 15.08.1911 — проходив навчання на літальних апаратах «Блєріо» у Франції.
З 12.11.1912 — помічник начальника авіаційного відділу Офіцерської повітроплавальної школи. 
З 1913 — помічник начальника Гатчинської авіаційної школи.
31.08.1913 — отримав звання «військовий льотчик».
З 08.1914 — брав участь у Першій світовій війні. Командир повітряного судна «Ілля Муромець Київський».
З 01.09.1914 — капітан. 
З 12.1914 — зарахований до складу ескадри повітряних кораблів.
З 05.07.1915 — підполковник.
З 14.04.1916 — командир 10-го авіаційного дивізіону.
З 16.08.1916 — 25.05.1917 — в.д. начальника Військової авіаційної школи.
З 25.05.1917 —  командир Ескадри повітряних кораблів.
З 25.05.1917 — полковник.
З 1917 — командувач військової авіації Української Народної Республіки.
У 1918 — інспектор повітряного флоту — командувач військової авіації Української Держави.
Напочатку 1919 року перейшов на бік Денікіна.
(Відповідно до праці «Герої Українського неба. Пілоти Визвольної війни 1917- 1920 р.р.», авт. Тинченко Я.Ю. у розділі «Українська авіація у 1918 р.» встановлено, що:
Все менше і менше бачимо літунів, зменшується рух у штабі, зменшується в штабі склад старшин, не бачимо ані начальника Повітряної фльоти, пол. Горшкова, ані полк. Гинейка (втікли до Денікіна).)
У травні 1919 — заарештований більшовиками в Одесі.
У серпні 1919 — розстріляний більшовиками.

## Нагороди та відзнаки
- орден Св. Станіслава 3-го ст. (ВП 16.03.1907);
- орден Св. Анни 3-го ст. (ВП 06.12.1909);
- орден Св. Станіслава 2-го ст. (ВП 01.09.1910);
- орден Св. Анни 2-го ст. (ВП 06.12.1914);
- орден Св. Володимира 4-го ст. (ВП 01.06.1915);
- Георгієвська зброя (ВП 07.11.1915);
- мечі до ордена Св. Анни 2-го ст. (28.11.1915).